# Davis Contreras
Davis Abdiel Contreras White (ur. 9 grudnia 2001 w La Chorrera) – panamski piłkarz występujący na pozycji napastnika lub skrzydłowego, od 2025 roku zawodnik gwatemalskiego Municipalu.